# Zjednoczone Emiraty Arabskie na Letnich Igrzyskach Olimpijskich 2024
Zjednoczone Emiraty Arabskie na Letnich Igrzyskach Olimpijskich 2024 – występ kadry sportowców reprezentujących Zjednoczone Emiraty Arabskie na igrzyskach olimpijskich, które odbyły się w Paryżu we Francji, w dniach 26 lipca – 11 sierpnia 2024.
Reprezentacja Zjednoczonych Emiratów Arabskich liczyła czternaścioro zawodników – cztery kobiety i dziesięciu mężczyzn, którzy wystąpili w 5 dyscyplinach.
Był to jedenasty start Zjednoczonych Emiratów Arabskich na letnich igrzyskach olimpijskich.

## Reprezentanci

### Jeździectwo
Skoki przez przeszkody
| Zawodnik                                                                                         | Konkurencja   | Koń                                          | Kwalifikacje | Kwalifikacje | Finał    | Finał    | Finał    | Źródło                  |
| Zawodnik                                                                                         | Konkurencja   | Koń                                          | Kary         | Pozycja      | Kary     | Czas     | Pozycja  | Źródło                  |
| ------------------------------------------------------------------------------------------------ | ------------- | -------------------------------------------- | ------------ | ------------ | -------- | -------- | -------- | ----------------------- |
| Ali Hamad Ali-Kirbi                                                                              | indywidualnie | Jarlin de Torres                             | 16.61        | 61.          | NQ       | NQ       | NQ       | [ 1 ]                   |
| Abdullah Mohd Al-Marri                                                                           | indywidualnie | McGregor                                     | wycofany     | wycofany     | wycofany | wycofany | wycofany | [ 2 ]                   |
| Omar Abdul Aziz Al-Marzooqi                                                                      | indywidualnie | Enjoy de la Mure                             | 1.00         | 21. Q        | 8.00     | 83.38    | 19.      | [ 3 ]                   |
| Ali Hamad Ali-Kirbi, Abdullah Mohd Al-Marri, Omar Abdul Aziz Al-Marzooqi, Salim Ahmed Al-Suwaidi | drużynowe     | Jarlin de Torres, McGregor, Enjoy de la Mure | 72           | 18.          | NQ       | NQ       | NQ       | [ 1 ] [ 2 ] [ 3 ] [ 4 ] |

### Judo
| Zawodnik                  | Konkurencja | 1/16              | 1/8              | Ćwierćfinał      | Półfinał         | Repasaże         | Finał / 3. miejsce | Finał / 3. miejsce | Źródła |
| Zawodnik                  | Konkurencja | Przeciwnik Wynik  | Przeciwnik Wynik | Przeciwnik Wynik | Przeciwnik Wynik | Przeciwnik Wynik | Przeciwnik Wynik   | Pozycja            | Źródła |
| ------------------------- | ----------- | ----------------- | ---------------- | ---------------- | ---------------- | ---------------- | ------------------ | ------------------ | ------ |
| Bayanmönkhiin Narmandakh  | -66 kg (m)  | An P 00–10        | NQ               | NQ               | NQ               | NQ               | NQ                 | NQ                 | [ 5 ]  |
| Bishreltiin Khorloodoi    | -52 kg (k)  | Zhu W 10–00       | Ballhaus P 00–11 | NQ               | NQ               | NQ               | NQ                 | NQ                 | [ 6 ]  |
| Aram Grigorian            | -90 kg (m)  | Bobonov W 10–00   | Nyman W 10–00    | Murao P 00–10    | NQ               | Tselidis P 00–10 | NQ                 | NQ                 | [ 7 ]  |
| Dżafar Kostojew           | -100 kg (m) | Gonçalves W 10–01 | Korrel P 00–01   | NQ               | NQ               | NQ               | NQ                 | NQ                 | [ 8 ]  |
| Magomedomar Magomedomarov | +100 kg (m) | Lili W 10–00      | Riner P 00–10    | NQ               | NQ               | NQ               | NQ                 | NQ                 | [ 9 ]  |
| Nugzar Tatalaszwili       | -81 kg (m)  | Gandía P 00–11    | NQ               | NQ               | NQ               | NQ               | NQ                 | NQ                 | [ 10 ] |

### Kolarstwo
Kolarstwo szosowe
| Zawodnik        | Konkurencja                    | Czas | Pozycja | Źródło |
| --------------- | ------------------------------ | ---- | ------- | ------ |
| Safia Al-Sayegh | wyścig ze startu wspólnego (k) | DNF  | DNF     | [ 11 ] |

### Lekkoatletyka
| Zawodnik      | Konkurencja       | Runda 1 | Runda 1 | Runda 2 | Runda 2 | Półfinał | Półfinał | Finał | Finał   | Źródło |
| Zawodnik      | Konkurencja       | Wynik   | Miejsce | Wynik   | Miejsce | Wynik    | Miejsce  | Wynik | Miejsce | Źródło |
| ------------- | ----------------- | ------- | ------- | ------- | ------- | -------- | -------- | ----- | ------- | ------ |
| Mariam Kareem | bieg na 100 m (k) | 13.26   | 30.     | NQ      | NQ      | NQ       | NQ       | NQ    | NQ      | [ 12 ] |

### Pływanie
| Zawodnik            | Konkurencja            | Eliminacje | Eliminacje | Półfinał | Półfinał | Finał | Finał | Źródło |
| Zawodnik            | Konkurencja            | Czas       | Poz.       | Czas     | Poz.     | Czas  | Poz.  | Źródło |
| ------------------- | ---------------------- | ---------- | ---------- | -------- | -------- | ----- | ----- | ------ |
| Yousuf Al-Matrooshi | 100 m st. dowolnym (m) | 50.39      | 44.        | NQ       | NQ       | NQ    | NQ    | [ 13 ] |
| Maha Al-Shehhi      | 200 m st. dowolnym (k) | 2:17.17    | 28.        | NQ       | NQ       | NQ    | NQ    | [ 14 ] |